# Dolmen de la Coma Enestapera
Vous lisez un « bon article » labellisé en 2018.
Le dolmen de la Coma Enestapera, ou de la Coma Estapera, est un dolmen situé à Cerbère, dans le département français des Pyrénées-Orientales. Ce dolmen de petite taille a été réutilisé et aménagé en abri au cours des siècles, son architecture d'origine demeure incertaine. 

## Situation
Le dolmen de la Coma Enestapera se trouve à environ 500 m de Puig Joan en suivant la crête qui se dirige vers le sud-est, après un col nommé Coll del Pinyer, au pied d'un piton rocheux. Dans un rayon de quelques hectomètres se trouvent d'autres dolmens (dolmen de Gratallops, dolmen du Coll de les Portes, dolmen du Coll de la Farella) et deux menhirs (Pedra Dreta de Sant Salvador et menhir de Perafita),. 

## Toponymie
Le nom actuel du dolmen est « dolmen de la Coma Enestapera » ou « Coma Estapera ». Il s'agit d'un nom catalan comme la plupart des microtoponymes des Pyrénées-Orientales. La mot catalan coma est un synonyme du français combe, très utilisé dans la région. La Coma Estapera signifie « la combe où se trouve cette pierre, ou la pierre », c'est la présence du dolmen qui a donné son nom à la coma. Ce dolmen a également été appelé « dolmen du Coll de Cerverol » (ancien nom du Coll de Cervera, localisation erronée) et « dolmen du Coll del Pinyer ».

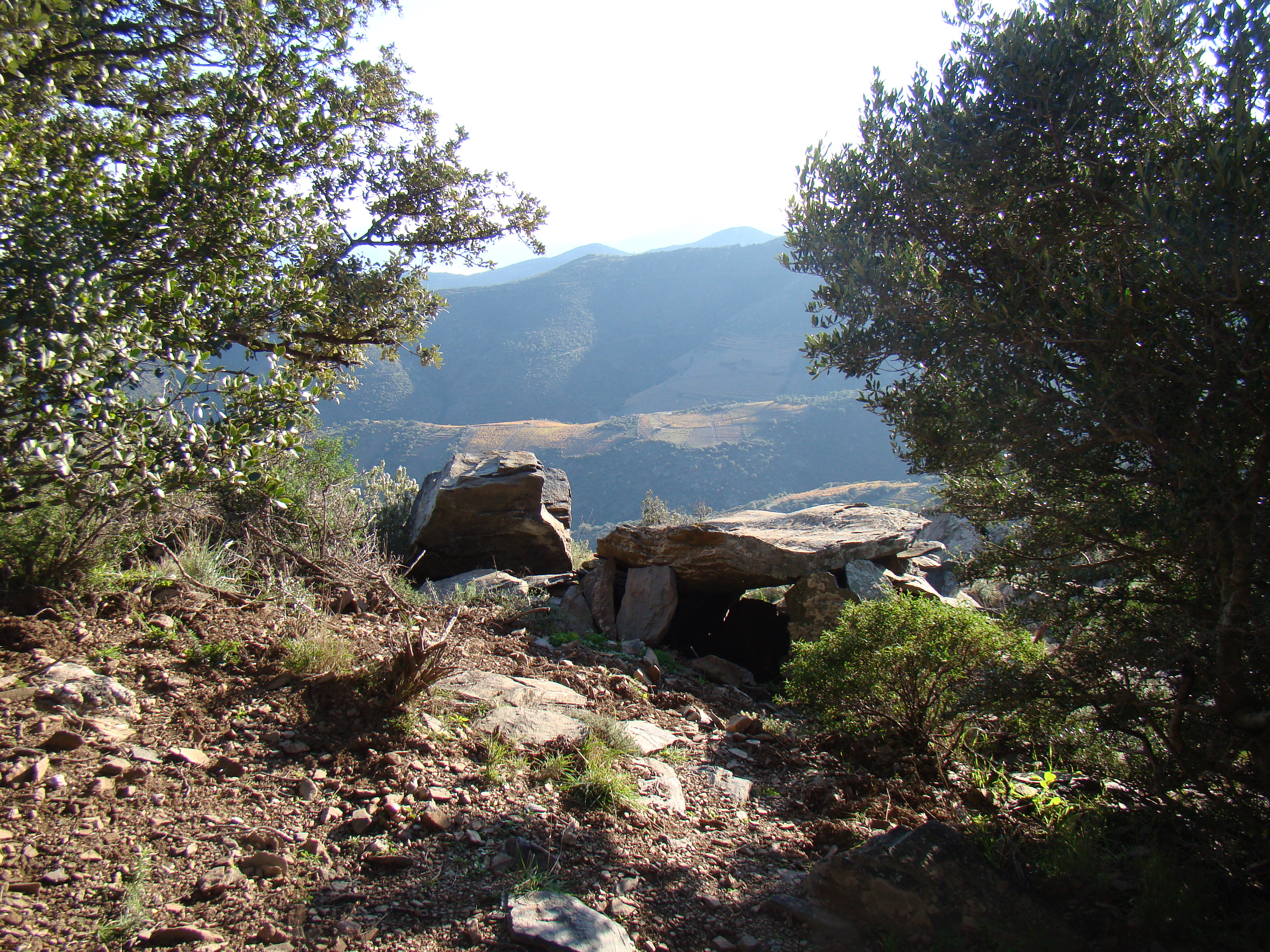
Dolmen vu du nord-ouest.

## Historique
La première mention du dolmen est due à Ludovic Martinet en 1882 qui le nomme dolmen du Coll de Cerberol. En 1884, Martinet en donne une description plus détaillée mais sans s'être rendu lui-même sur place : « vers le Coll de Cerberol, à 500 mètres environ de la casa cremada, s’élève un dolmen formé d’une table ovale de 3 mètres de long sur 2 mètres de large et 60 cm d’épaisseur. Un des côtés appuie sur le sol ; les trois autres sont soutenus par des pierres entassées les unes sur les autres et formant pilier. ».
Le dolmen est classé monument historique par la liste de 1889. Malgré son classement, il tombe dans l'oubli,. Pierre Ponsich le redécouvre et l'inclut, mention accompagnée d'un plan, dans son inventaire des dolmens du Roussillon publié en 1950. En 1963, Ponsich et Abélanet fouillent la chambre. Le dolmen est à nouveau étudié en 1987 par des archéologues du GESEART (Grup Empordanès de Salvaguarda i Estudi de l'Arquitectura Rural i Tradicional).

## Description
À première vue, le dolmen paraît « en assez bon état » mais en réalité, ses dalles supports se sont délitées, la dalle de couverture (2,60 m de long sur 2,10 m de large) s'est fortement inclinée vers le nord, l'orthostate nord s'est fendu et la réutilisation du dolmen comme abri a entraîné une accumulation de blocs de pierre entre les supports pour en obstruer les interstices. Toutes las dalles sont en schiste ardoisier. 
L'architecture d'origine du dolmen demeure ainsi incertaine. Pour Carreras et Tarrús, il s'agit d'un dolmen à couloir, avec une chambre de forme trapézoïdale et l'entrée actuelle, située au nord, est bien l'entrée d'origine, cette orientation inhabituelle (la plupart des dolmens du Roussillon étant orientés au sud/sud-est) s'expliquant par le relief très accidenté des lieux. Pour Abélanet, c'est la fracture de la dalle nord qui laisse penser que la chambre est de plan polygonal mais l'entrée d'origine était bien située au sud, là où la chambre est délimitée par deux dalles plus petites qu'il interprète comme des dalles de fermeture. Il s'agirait donc d'un dolmen simple (sans couloir), la forme polygonale étant accidentelle.
Le tumulus est plat et semble sans structure apparente mais il est masqué par la végétation. Il pourrait mesurer environ 6 m de diamètre.

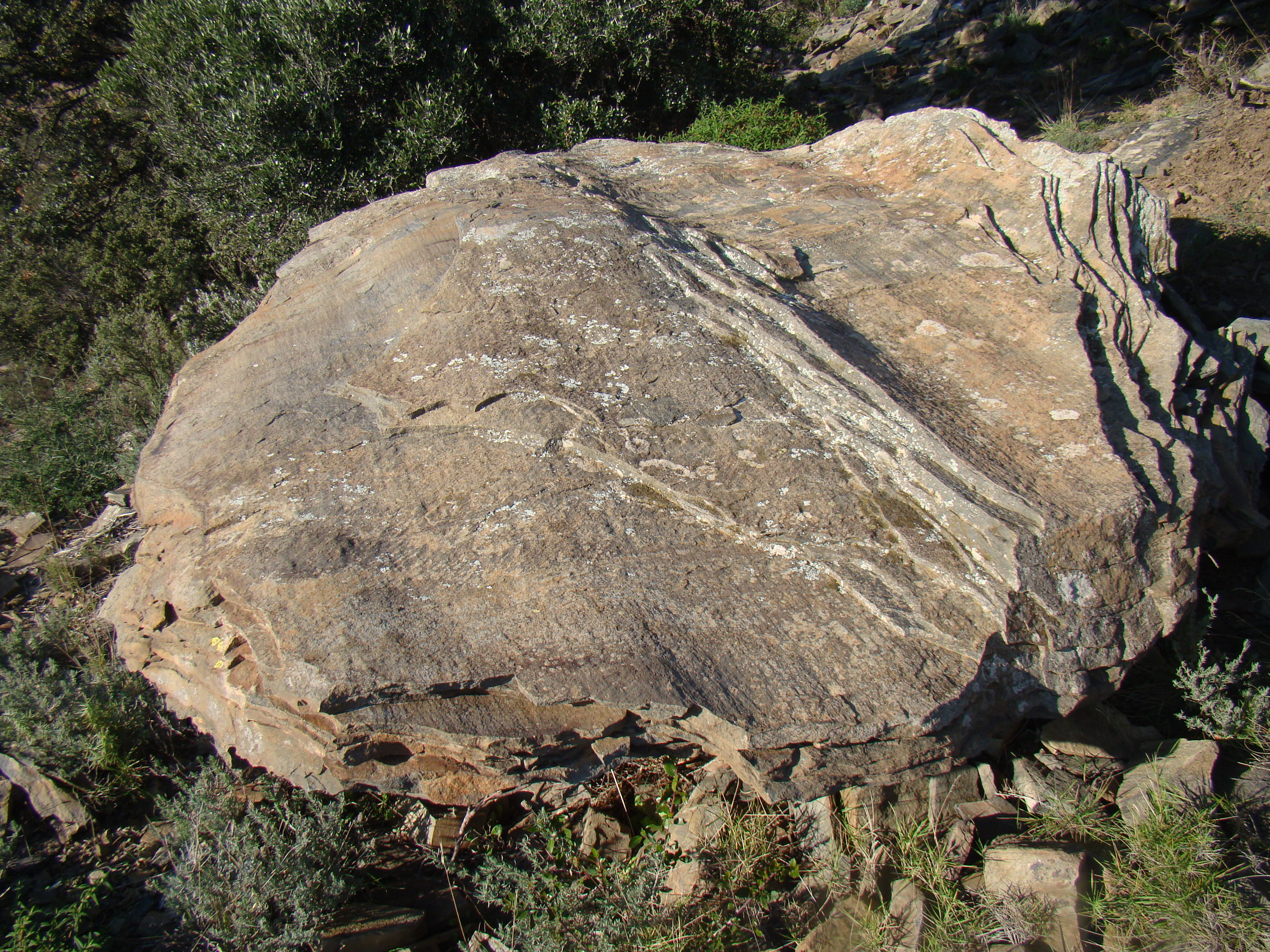
La dalle de couverture.
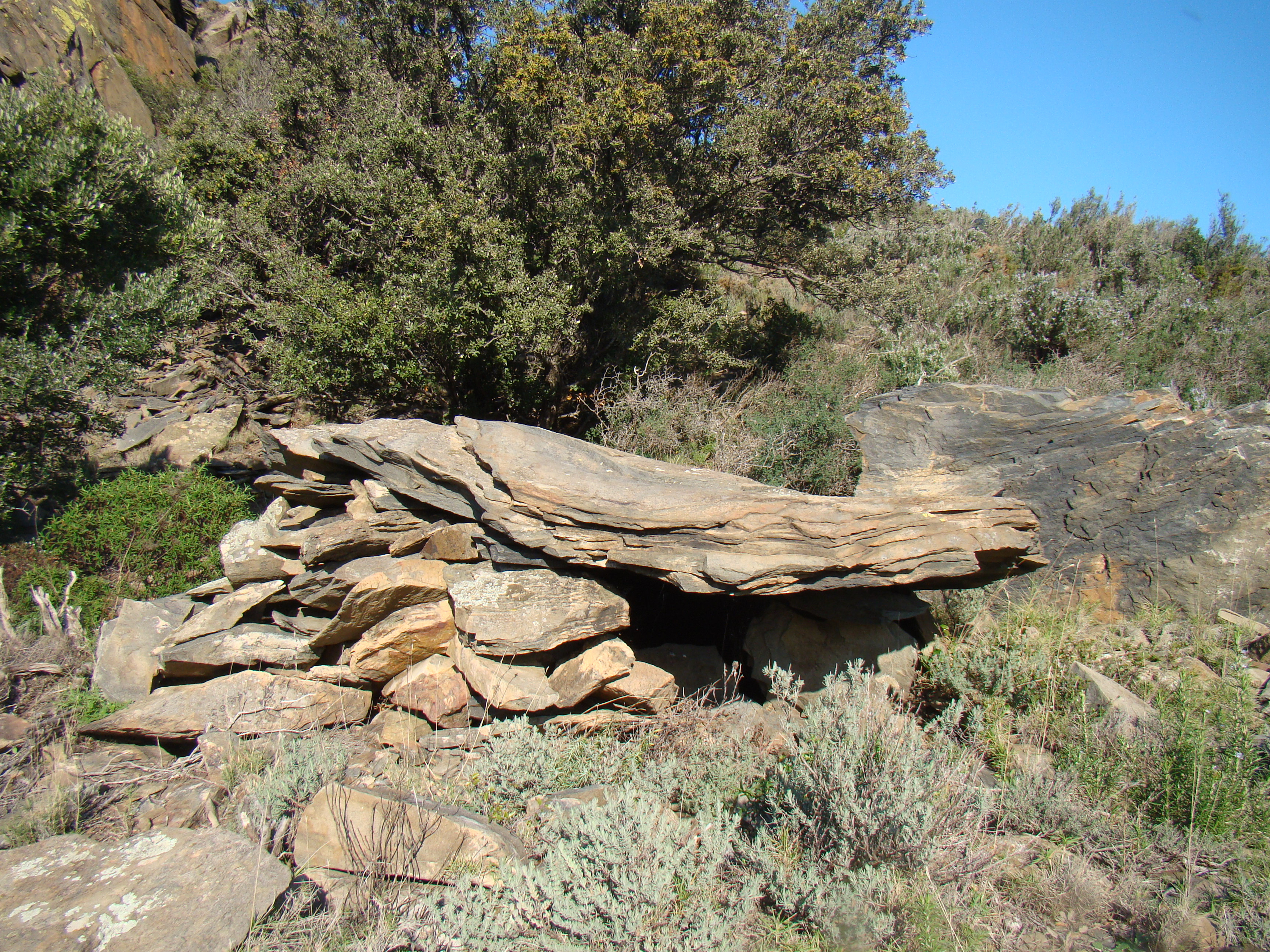
L'entrée nord (à droite) et la face orientale.
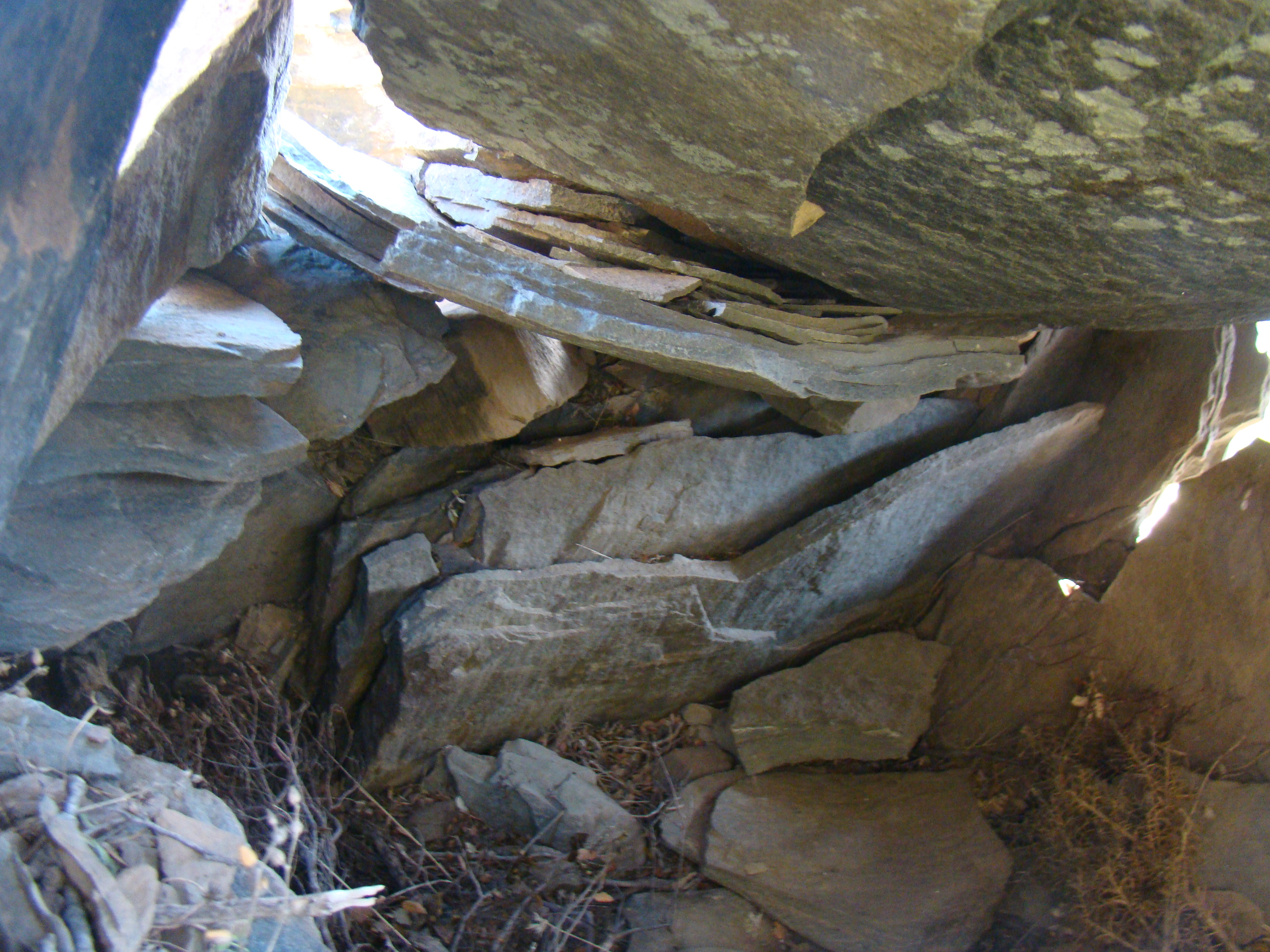
Intérieur de la chambre.

## Matériel archéologique
La chambre funéraire a été très anciennement violée, le dolmen converti en abri. Lors des fouilles de 1963, seuls des charbons de bois, des fragments de céramiques vernissées et modelées, un outil en métal « indéfinissable », des clous de souliers en fer et un petit éclat de silex sont retrouvés.